# 2. ŽNL Vukovarsko-srijemska NS Županja 2015./16.
Prvenstvo se igralo dvokružno. Prvenstvo i plasman u 1. ŽNL Vukovarsko-srijemsku je osvojila NK Sladorana Županja. Iz lige nitko nije ispao, jer je 2. ŽNL najniži rang natjecanja za klubove iz Nogometnog Središta Županja.

## Tablica
| Mj. | Klub                         | Sus. | Pobj. | Ner. | Por. | GR.   | Bod. |
| --- | ---------------------------- | ---- | ----- | ---- | ---- | ----- | ---- |
| 1.  | NK Sladorana Županja         | 16   | 14    | 1    | 1    | 82:13 | 43   |
| 2.  | NK Sloga Štitar              | 16   | 9     | 3    | 4    | 41:28 | 30   |
| 3.  | NK Budućnost Šiškovci        | 16   | 9     | 2    | 5    | 53:24 | 29   |
| 4.  | NK Posavac Posavski Podgajci | 16   | 9     | 1    | 6    | 41:50 | 28   |
| 5.  | NK Županja '77               | 16   | 8     | 2    | 6    | 31:25 | 26   |
| 6.  | NK Borac Drenovci            | 16   | 7     | 2    | 7    | 26:32 | 23   |
| 7.  | NK RAŠK Rajevo Selo          | 16   | 3     | 3    | 10   | 17:46 | 12   |
| 8.  | NK Sloga Račinovci           | 16   | 3     | 2    | 11   | 19:56 | 11   |
| 9.  | NK Srijemac Strošinci        | 16   | 1     | 2    | 13   | 16:52 | 5    |

## Rezultati
| NK Sloga Štitar - NK Srijemac Strošinci 3:0 NK Sladorana Županja - NK RAŠK Rajevo Selo 10:0 NK Budućnost Šiškovci - NK Županja '77 2:2 NK Sloga Račinovci - NK Posavac Posavski Podgajci 1:4 NK Borac Drenovci slobodan | NK Sloga Račinovci - NK Budućnost Šiškovci 1:6 NK Županja '77 - NK Sladorana Županja 0:1 NK RAŠK Rajevo Selo - NK Sloga Štitar 1:5 NK Posavac Posavski Podgajci - NK Borac Drenovci 1:3 NK Srijemac Strošinci slobodan  | NK Sladorana Županja - NK Sloga Račinovci 8:0 NK Sloga Štitar - NK Županja '77 2:1 NK Borac Drenovci - NK Srijemac Strošinci 3:1 NK Budućnost Šiškovci - NK Posavac Posavski Podgajci 2:2 NK RAŠK Rajevo Selo slobodan    |
| NK Sloga Račinovci - NK Sloga Štitar 1:3 NK Budućnost Šiškovci - NK Sladorana Županja 2:4 NK RAŠK Rajevo Selo - NK Borac Drenovci 0:2 NK Posavac Posavski Podgajci - NK Srijemac Strošinci 6:2 NK Županja '77 slobodan  | NK Sloga Štitar - NK Budućnost Šiškovci 2:3 NK Borac Drenovci - NK Županja '77 1:3 NK Srijemac Strošinci - NK RAŠK Rajevo Selo 2:2 NK Sladorana Županja - NK Posavac Posavski Podgajci 11:1 NK Sloga Račinovci slobodan | NK Sloga Račinovci - NK Borac Drenovci 1:3 NK Sladorana Županja - NK Sloga Štitar 3:0 ↓1 NK Županja '77 - NK Srijemac Strošinci 3:0 NK Posavac Posavski Podgajci - NK RAŠK Rajevo Selo 3:1 NK Budućnost Šiškovci slobodan |
| NK Srijemac Strošinci - NK Sloga Račinovci 2:3 NK Borac Drenovci - NK Budućnost Šiškovci 3:2 NK RAŠK Rajevo Selo - NK Županja '77 2:1 NK Sloga Štitar - NK Posavac Posavski Podgajci 1:4 NK Sladorana Županja slobodan  | NK Sloga Račinovci - NK RAŠK Rajevo Selo 1:0 NK Budućnost Šiškovci - NK Srijemac Strošinci 8:1 NK Sladorana Županja - NK Borac Drenovci 2:0 NK Posavac Posavski Podgajci - NK Županja '77 1:2 NK Sloga Štitar slobodan  | NK Županja '77 - NK Sloga Račinovci 6:1 NK RAŠK Rajevo Selo - NK Budućnost Šiškovci 2:0 NK Srijemac Strošinci - NK Sladorana Županja 1:3 NK Borac Drenovci - NK Sloga Štitar 0:2 NK Posavac Posavski Podgajci slobodan    |
| NK Srijemac Strošinci - NK Sloga Štitar 0:3 NK RAŠK Rajevo Selo - NK Sladorana Županja 1:2 NK Županja '77 - NK Budućnost Šiškovci 0:4 NK Posavac Posavski Podgajci - NK Sloga Račinovci 2:1 NK Borac Drenovci slobodan  | NK Budućnost Šiškovci - NK Sloga Račinovci 3:0 NK Sladorana Županja - NK Županja '77 4:0 NK Sloga Štitar - NK RAŠK Rajevo Selo 2:2 NK Borac Drenovci - NK Posavac Posavski Podgajci 2:3 NK Srijemac Strošinci slobodan  | NK Sloga Račinovci - NK Sladorana Županja 1:9 NK Županja '77 - NK Sloga Štitar 1:4 NK Srijemac Strošinci - NK Borac Drenovci 2:1 NK Posavac Posavski Podgajci - NK Budućnost Šiškovci 1:3 NK RAŠK Rajevo Selo slobodan    |
| NK Sloga Štitar - NK Sloga Račinovci 3:3 NK Sladorana Županja - NK Budućnost Šiškovci 3:0 NK Borac Drenovci - NK RAŠK Rajevo Selo 1:1 NK Srijemac Strošinci - NK Posavac Posavski Podgajci 3:4 NK Županja '77 slobodan  | NK Budućnost Šiškovci - NK Sloga Štitar 1:3 NK Županja '77 - NK Borac Drenovci 1:1 NK RAŠK Rajevo Selo - NK Srijemac Strošinci 2:1 NK Posavac Posavski Podgajci - NK Sladorana Županja 1:11 NK Sloga Račinovci slobodan | NK Borac Drenovci - NK Sloga Račinovci 3:2 NK Sloga Štitar - NK Sladorana Županja 4:4 NK Srijemac Strošinci - NK Županja '77 0:2 NK RAŠK Rajevo Selo - NK Posavac Posavski Podgajci 1:4 NK Budućnost Šiškovci slobodan    |
| NK Sloga Račinovci - NK Srijemac Strošinci 1:1 NK Budućnost Šiškovci - NK Borac Drenovci 8:0 NK Županja '77 - NK RAŠK Rajevo Selo 3:1 NK Posavac Posavski Podgajci - NK Sloga Štitar 3:2 NK Sladorana Županja slobodan  | NK RAŠK Rajevo Selo - NK Sloga Račinovci 1:2 NK Srijemac Strošinci - NK Budućnost Šiškovci 0:2 NK Borac Drenovci - NK Sladorana Županja 2:1 NK Županja '77 - NK Posavac Posavski Podgajci 4:1 NK Sloga Štitar slobodan  | NK Sloga Račinovci - NK Županja '77 0:2 NK Budućnost Šiškovci - NK RAŠK Rajevo Selo 7:0 NK Sladorana Županja - NK Srijemac Strošinci 6:0 NK Sloga Štitar - NK Borac Drenovci 2:1 NK Posavac Posavski Podgajci slobodan    |